# Simón Rábago
Simón Díaz de Rábago y Gutiérrez Morante (Hoz de Abiada, 16 de octubre de 1758-Lima, 5 de abril de 1831) fue un político y militar español.
Hijo mayor de Simón Díaz de Rábago y Antonia Gutiérrez Morante y Cos. Ingresó a la Armada Española, en 1780 participó de la campaña en el canal de la Mancha y dos años después en el asedio de Gibraltar, durante la guerra contra Reino Unido. Llegó a teniente de navío en 1792 e ingresó a la Orden de Santiago un año más tarde. Teniente coronel del ejército desde 1795, fue enviado al virreinato del Perú, donde sirvió como Secretario General de Cámara y Gobierno del Virreinato bajo los gobiernos de Ambrosio O'Higgins, Gabriel de Avilés y del Fierro y José Fernando de Abascal. Fue ascendido a general de brigada en 1812, pero fue capturado en Talcahuano al año siguiente, cuando fue enviado a reemplazar al brigadier Antonio Pareja, quien comandaba al Ejército Real de Chile pero estaba enfermo. También se desempeñó como comandante general de la Costa del Perú hasta el 4 de mayo de 1819, regidor perpetuo del Cabildo civil de Lima, diputado electo a Cortes y presidente del Consejo de Oficiales generales.
El 18 de enero de 1801 se casó con la criolla Manuela de Abella Fuertes y Querejazú, de la familia de los condes de San Pascual. La unión tuvo dos hijas: Manuela (futura esposa de José de Riglos y de La Salle, familiar de José Gutiérrez de la Concha) y Rosa (casada con su primo, Pedro de la Puente Pando de la Riva, Querejazú y Ramírez de Laredo, de la familia de los marqueses de Villafuerte y condes de Casa Pando, San Javier y Casa Laredo).